# Trilholte
Een trilholte is een ruimte die aan de binnenzijde reflecterend is voor een bepaalde golfsoort en waarin een bepaalde frequentie of frequenties bevoordeeld worden waardoor deze gaan overheersen. Trilholten kunnen worden aangetroffen in een variëteit aan voorwerpen en apparatuur. De meeste toepassingen vindt men in de hoogfrequente elektrotechniek.
Vele technische apparaten bevatten trilholten, zoals de laser (bevat een trilholte voor licht, gevormd door spiegeltjes) en de magnetron (met een metalen trilholte voor elektromagnetische golven).

## Het principe
De werking van een trilholte is nauw verbonden met het begrip resonantie. Als aan een trilholte een frequentie wordt toegevoerd dan zal de frequentie die overeenkomt met de eigenschappen van de trilholte het minst verzwakt worden en aldus worden geselecteerd.

## Analogie touw
Een analogie van een trilholte is een touw dat aan twee paaltjes is bevestigd en daarna wordt er heen en weer geslingerd aan het touw. Bij bepaalde frequenties ontstaat in het touw een golf die op zijn plaats blijft. Dat is dan een van de voorkeurtrillingen van dat touw. De ruimte tussen het paaltje en de hand kan als trilholte worden beschouwd. De snaar van een gitaar of viool werkt op dezelfde manier.

## Analogie geluid
Een blaasinstrument bevat een trilholte voor de toon die het moet voortbrengen. Een simpel voorbeeld is een lege fles waarbij men lucht over de hals blaast. Bij de fluittoon die men hoort past een golflengte in lucht die goed past bij de binnenafmeting van de fles. Een nog simpeler voorbeeld is de mondholte wanneer men fluit. Men kan door de tong tijdens het fluiten naar voor en achter te bewegen de toonhoogte regelen. Zo'n aanpassing van de mondholte wordt het "verstemmen" van de trilholte genoemd. In de akoestiek wordt een trilholte over het algemeen een Helmholtz resonator genoemd.